# Арги
Арги́ (Арга) — река в Амурской области России, впадает в северо-восточную часть Зейского водохранилища.
До строительства Зейской ГЭС являлась левым притоком Зеи. Питание преимущественно дождевое. Половодье с апреля по сентябрь. Устье Арги находится примерно в 20 км к югу от места впадения Зеи в Зейское водохранилище.
Длина реки — 350 км, площадь водосборного бассейна — 7090 км². Протекает по Верхнезейской равнине.
Код водного объекта — 20030400112118100024282.
Ближайшие к устью Арги населённые пункты — Бомнак, Горный и Верхнезейск, расположены на расстоянии около 60 км.
Предположительно название реки произошло от эвенкийского арги — «лес» или якутского «арга» — «тыл, задняя сторона».

## Притоки
Объекты перечислены по порядку от устья к истоку.
- 20 км: река без названия
- 53 км: река без названия
- 59 км: Амкан
- 72 км: Семеновский
- 75 км: водоток протока Офицерская
- 94 км: река без названия
- 95 км: Амнус-Макит
- 110 км: Харки
- 122 км: Унья
- 123 км: Поселковый
- 149 км: Сухой Алакан
- 154 км: Тыгдылянак
- 157 км: Курнал
- 176 км: Тюрбуки
- 211 км: Товиттяк
- 212 км: Совогнандё
- 227 км: Еренга
- 237 км: река без названия
- 244 км: Болодякит
- 252 км: река без названия
- 270 км: река без названия
- 276 км: Колбати
- 277 км: Амундачи
- 294 км: Колбачи
- 300 км: река без названия
- 306 км: река без названия
- 309 км: Ванга
- 326 км: река без названия
- 334 км: река без названия